# Raión de Kromy
El raión de Kromy (ruso: Кромско́й райо́н) es un distrito administrativo y municipal (raión) ruso perteneciente a la óblast de Oriol. Se ubica en el suroeste de la óblast. Su capital es Kromy.
En 2023, el raión tenía una población de 20 502 habitantes.
El raión comprende un conjunto de áreas, principalmente rurales, ubicadas al suroeste de la capital regional Oriol. El río Oká fluye por el este del raión.

## Subdivisiones
Comprende el asentamiento de tipo urbano de Kromy (la capital, que forma un ayuntamiento urbano sin pedanías) y 137 localidades rurales, estas últimas agrupadas en los siguientes doce asentamientos rurales:
- Apálkovo
- Beldiazhki
- Bolshaya Kolcheva (con capital en Atiayevka)
- Gostoml (con capital en Shosé)
- Gutorovo (con capital en Arbúzovo)
- Koróskovo
- Krasnikovo (con capital en Rasojovets)
- Krivchíkovo
- Kutáfino
- Retiazhi
- Strelétskaya
- Shájovo (con capital en Ulyánovka)